# Казато (Арецо)
Казато је насеље у Италији у округу Арецо, региону Тоскана.
Према процени из 2011. у насељу је живело 32 становника. Насеље се налази на надморској висини од 482 м.